# Willowsia buskii
Willowsia buskii is een springstaartensoort uit de familie van de Entomobryidae. De wetenschappelijke naam van de soort is voor het eerst geldig gepubliceerd in 1870 door Lubbock.